# Thrift Shop
"Thrift Shop" er en sang af den Seattle-baseret amerikanske rapper Macklemore og hans producer Ryan Lewis. Det er den femte og sidste single fra deres fælles første studiealbum The Heist fra 2012, og den blev udgivet den 8. oktober 2012 og har vokaler fra Wanz. Selvom singlen blev udgivet på Macklemores eget pladeselskab og distribueret af ADA, endte singlen med et blive et uventet kommercielt hit, hvor det har toppet hitlisterne i USA, hvor den har solgt over tre millioner eksemplarer, i Storbritannien, Irland, Canada, Frankrig, Danmark, Australien og New Zealand. Sangen er den første selvdistribueret single til at nå toppen af Billboard Digitale Sange-listen siden "We Are The World 25 for Haiti" i februar 2010. Det er også den anden selvudgivet sangen i historien til at nå førstepladsen på Billboard Hot 100, næsten 20 år efter Lisa Loebs "Stay (I Missed You)" i 1994.. En musikvideo er også lavet til sangen.

## Hitlister
| Hitlisten (2012–13)                               | Højeste placering |
| ------------------------------------------------- | ----------------- |
| Australien (ARIA)                                 | 1                 |
| Belgien (Ultratop 50 Flanderen)                   | 1                 |
| Belgien (Ultratop 50 Vallonien)                   | 1                 |
| Brasilien (Billboard Brasil Hot 100)              | 59                |
| Brasilien Hot Pop Songs                           | 16                |
| Canada (Canadian Hot 100)                         | 1                 |
| Danmark (Track Top-40)                            | 1                 |
| Europa (Euro Digital Songs)                       | 1                 |
| Finland (Suomen virallinen lista)                 | 1                 |
| Frankrig (SNEP)                                   | 1                 |
| Grækenland Digitale Sange (Billboard)             | 5                 |
| Holland (Dutch Top 40)                            | 1                 |
| Island (Tonlist)                                  | 12                |
| Irland (IRMA)                                     | 1                 |
| Israel (Media Forest)                             | 1                 |
| Italien (FIMI)                                    | 2                 |
| Libanon (Libanons officielle top 20)              | 1                 |
| New Zealand (RIANZ)                               | 1                 |
| Norge (VG-lista)                                  | 1                 |
| Polen (Dance Top 50)                              | 14                |
| Schweiz (Schweizer Hitparade)                     | 1                 |
| Slovakiet (Rádio Top 100)                         | 17                |
| Spanien (PROMUSICAE)                              | 12                |
| Storbritannien Singles (Official Charts Company)  | 1                 |
| Storbritannien R&B (Official Charts Company)      | 1                 |
| Storbritannien UK Indie (Official Charts Company) | 1                 |
| Sverige (Sverigetopplistan)                       | 2                 |
| Tjekkiet (Rádio Top 100)                          | 4                 |
| Tyskland (Official German Charts)                 | 2                 |
| Ungarn (Dance Top 40)                             | 4                 |
| Ungarn (Rádiós Top 40)                            | 9                 |
| USA Billboard Hot 100                             | 1                 |
| USA Mainstream Top 40 (Billboard)                 | 1                 |
| USA Hot R&B/Hip-Hop Songs (Billboard)             | 1                 |
| USA Hot Rap Songs (Billboard)                     | 1                 |
| USA Alternative Songs (Billboard)                 | 14                |
| USA Dance Club Songs (Billboard)                  | 27                |
| Venezuela Pop/Rock General (Record Report)        | 4                 |
| Østrig (Ö3 Austria Top 40)                        | 2                 |